# گیلرا
گیلرا (انگلیسی: Gilera) شرکت موتورسیکلت‌سازی ایتالیایی است، که در سال ۱۹۰۹ توسط جوزپه گیلرا تأسیس شد و هم‌اکنون زیرمجموعه شرکت پیاجو می‌باشد.